# Кортеліська трагедія
Кортеліська трагедія — масовий розстріл українського населення в Кортелісах, здійснений німецькими військами 23 вересня 1942 року. За офіційними даними в Кортелісах та на навколишніх хуторах було знищено 2875 мирних жителів, з них 1620 дітей. Трагедія в Кортелісах була відплатою за дії радянських партизанів, зокрема загону імені Ворошилова, який діяв у цьому районі. Партизани здійснювали напади на німецькі війська та поліцейських, що спровокувало жорстоку каральну акцію окупантів.

## Історія
Ратнівщина, як і вся Волинь, стала одним із перших регіонів, що зазнали удару нацистської Німеччини 22 червня 1941 року. Завдяки своєму прикордонному розташуванню, район опинився в епіцентрі подій із самого початку німецько-радянської війни, переживши надзвичайно складний період окупації. З перших днів війни німецькі війська стрімко просувалися на схід. Волинь була повністю окупована гітлерівцями до 8 липня 1941 року. На території Ратнівщини, як і на інших окупованих землях, було встановлено жорстокий окупаційний режим. Район увійшов до складу Генерального округу Волині та Поділля, центром якого став Луцьк. Окупаційна влада проводила політику пограбування місцевого населення, примусової мобілізації на каторжні роботи до Німеччини, а також систематичного знищення єврейського населення та активістів. Були ліквідовані колгоспи, а земля передавалася німецьким поміщикам та місцевим колаборантам.
23 вересня 1942 року каральний загін німецьких нацистів, за допомогою місцевих поліцаїв-колаборантів, оточив село Кортеліси та прилеглі хутори. Під приводом "обговорення важливої постанови" жителів зібрали на майдані, а потім загнали до церкви, школи та найближчих будинків. Далі людей групами підводили до заздалегідь підготовлених ям і розстрілювали з автоматів та кулеметів. Спочатку страчували чоловіків, потім жінок і дітей. Щоб заглушити крики жертв, нацисти вмикали на повну потужність двигуни автомобілів.